# Rumex obtusifolius
Rumex obtusifolius, cunoscută în mod obișnuit sub numele de măcrișul calului, este o plantă perenă din familia Polygonaceae. Este originară din Europa, dar se găsește pe toate continentele temperate. Este o specie foarte invazivă în unele zone din cauza dispersării abundente a semințelor sale, adaptabilității la reproducere, rădăcinilor agresive, capacității de a tolera climatul extrem și rezistenței⁠(en)[traduceți].
Este utilă în combaterea senzației de mâncărime după contactul cu urzică.